# Arsinoes Chaos
L'Arsinoes Chaos è una struttura geologica della superficie di Marte.